# Britney (album)
Britney is het derde studioalbum van Britney Spears, dat in Nederland in 2001 is uitgekomen. Het album is minder succesvol dan haar vorige twee albums. Toch verkoopt het album wereldwijd meer dan vijftien miljoen cd's. Het staat bekend als haar meest volwassen album tot dan toe. De eerste single ervan was I'm a Slave 4 U. Het lukte Spears net niet met deze single de top 5 te bereiken in Nederland (in de Top 40 bereikt ze net nummer 6).
Britney brengt vijf singles uit om haar album te promoten. Het lukt haar alleen niet om een echte wereldhit te produceren. Ook in Nederland hebben haar singles minder succes dan die van haar vorige albums. Met dit nieuwe album gaat ze meer de weg in van de R&B. zo werkte ze samen met the Neptunes die onder andere de single Boys' produceerde.

## Promotie, B-kanten en speciale editie(s)
Spears ging voor dit album weer op wereldtournee met The Dream Within; A Dream Tour. Het concept van deze tournee was dat Spears de hele show droomde. De tournee eindigde met Spears die zei: "It's Just A Dream Within' A Dream".
Spears en haar team gaven later een live-dvd van deze show uit onder de titel Britney Spears, Live From Las Vegas. Daarnaast ging Spears naar liveshows zoals de Late show with David Letterman en The Oprah Winfrey Show. Voor het album Britney maakte zij ook een spel, 'Britney's Dance Veat', waarin de speler Spears' pasjes moet uitvoeren. Het heeft ook een geheime video van een repetitie van 'Oops!...I Did It Again'.
Voor haar singles 'I'm A Slave 4 U' en 'Overprotected' had Britney twee nieuwe liedjes toegevoegd genaamd:
- Intimidated
- Overprotected (The Darkchild Remix)

Hetzelfde album kreeg ook een speciale versie met cd en dvd met de volgende tracklist:
Cd
1. "I'm a Slave 4 U"
2. "Overprotected"
3. "Lonely"
4. "I'm Not a Girl, Not Yet a Woman"
5. "Boys"
6. "Anticipating"
7. "I Love Rock 'N' Roll"
8. "Cinderella"
9. "Let Me Be"
10. "Bombastic Love"
11. "That's Where You Take Me"
12. "When I Found You" (Bonus Track)
13. "Before the Goodbye" (Bonus Track)
14. "I Run Away" (Bonus Track)
15. "What It's Like to Be Me"
16. "Overprotected" [Darkchild Remix Radio Edit]
17. "I'm Not a Girl, Not Yet a Woman" [Metro Remix]
18. "I'm a Slave 4 U" [Thunderpuss Radio Mix]

Dvd
1. Intro to Britney Spears Talks
2. "I'm a Slave 4 U" (Music Video)
3. Britney Spears Talks Part 1
4. Lights, Camera, Action ("Overprotected" Live in Paris)(Live Video)
5. Britney Spears Talks Part 2
6. "I'm Not a Girl, Not Yet a Woman" (Crossroads Version) (Video)
7. Britney Spears Talks Part 3
8. "Overprotected" (Original Version) (Video)
9. Britney Spears Talks Part 4
10. "Right Now (Taste the Victory)" (Making of the Pepsi Commercial) (Video)
11. Britney Spears Talks Part 5
12. End Credits

## Stages en The Dream Within' A Dream Tour
Stages: Three Days In Mexico is een 'behind-the scènes '-documentaire over Spears' aankomst in Mexico voor haar tournee The Dream Within' A Dream Tour, waar ze twee shows van deze tournee gaf. De documentaire start met de aankomst op een persconferentie waar Spears gevraagd werd om vragen over haar persoonlijke vragen te beantwoorden. Daar wilde ze echter niets over kwijt. De dvd eindigt met de show van haar tournee die ze een keer pauzeerde en daarna stopte omdat Mexico twee keer werd bedreigd door hevige stormen.
De Dream Within' A Dream Tour is de promotietournee voor het album Britney. Alleen Noord-Amerika en Japan werden aangedaan. De promotor van de tournee was Concerts West: dit was de eerste keer dat Clear Channel Entertainment dit werk niet op zich nam. Op 21 september 2001 was de Noord-Amerikaanse tournee aangekondigd. Op 22 februari kondigde Britney aan dat ze een tweede etappe ging starten die naar Japan ging. Wade Robson deed de choreografie en de remixen. In deze tournee coverde ze vier liedjes voor haar 2000 setlist, namelijk:
- "You Were My home"
- "Weakness"
- "Mystic Men"
- "My Love Was Always There"

## Singles
- I'm a Slave 4 U
- Overprotected / Overprotected (Darkchild Remix)
- I'm Not a Girl, Not Yet a Woman
- I Love Rock 'n' Roll
- Boys (Co-Ed Remix) Featuring Pharrell Williams
- Anticipating (alleen Brazilië & Frankrijk)
- That's Where You Take Me (alleen Filipijnen)

## Het album
1. "I'm a Slave 4 U" [3:23]
2. "Overprotected" [3:18]
3. "Lonely" [3:19]
4. "I'm Not a Girl, Not Yet a Woman" [3:51]
5. "Boys" [3:26]
6. "Anticipating" [3:16]
7. "I Love Rock 'N Roll" [3:06]
8. "Cinderella" [3:39]
9. "Let Me Be" [2:51]
10. "Bombastic Love" [3:05]
11. "That's Where You Take Me" [3:32]
12. "What It's Like To Be Me" [2:50]
13. "When I Found You" [3:36]
14. "I Run Away" [4:05]
15. "Before the Goodbye" [3:50]